# نامورا ریسرچ
نامورا ریسرچ (انگلیسی: Nomura Research) شرکت فناوری اطلاعات ژاپنی است، که در سال ۱۹۶۵ تأسیس شد.